# 千葉県立白里高等学校
千葉県立白里高等学校（ちばけんりつしらさとこうとうがっこう）は、かつて千葉県山武郡大網白里町（現・大網白里市）に存在した公立の高等学校である。略称は「白高」（しらこう）。

## 概要

### 開校
1951年4月7日、千葉県立東金高等学校定時制白里分校が、大網白里町立白里中学校を仮校舎として設立された。
1962年4月1日、千葉県立東金高等学校白里校舎と改称し、全日制課程普通科を設置、定時制課程普通科募集停止(1965年3月31日、定時制課程普通科廃止)。
1963年4月1日、千葉県立東金高等学校白里校舎が千葉県立東金商業高等学校に移管され、千葉県立東金商業高等学校白里校舎となり、全日制課程商業科新設。
1971年4月1日、千葉県立白里高等学校として独立。
1998年4月、全日制課程商業科募集停止（2001年3月、全日制課程商業科廃止）。

### 再編統合
千葉県下における中学校卒業者数が1991年3月をピーク(97,786人)に、2001年3月には30%以上にも及ぶ大幅減少(63,198人)したことを受け、2002年7月に千葉県教育委員会によって千葉県立高等学校再編計画が策定され、県立高等学校142校が127校程度に再編される方針が発表された。
2004年5月、千葉県立高等学校再編計画第2期実施プログラムにて千葉県立山武農業高等学校と千葉県立白里高等学校の統合案が発表された。
2008年4月1日、千葉県立山武農業高等学校と統合し、旧山武農業高等学校の敷地を引継ぐ形で千葉県立大網高等学校となる。設置学科は「普通科」「生産技術科」「生物工学科」「食品工業科」「農業経済科」。それにともない、2008年3月28日に千葉県立白里高等学校の57年間に渡る歴史を締めくくる閉校式が開催され、4月8日に千葉県立大網高等学校入学式が開催された。

### 跡地
2015年4月10日、茂原市・大網白里市・九十九里町・白子町の2市2町における特別支援学校の児童生徒数の増加による教室不足等に対応するために、白里高等学校跡地を活用して千葉県立大網白里特別支援学校が設置された。

## 年表
- 1951年(昭和26年)4月7日 - 千葉県立東金高等学校定時制白里分校開校。
- 1962年(昭和37年)4月1日 - 千葉県立東金高等学校白里校舎に改称。
- 1963年(昭和38年)4月1日 - 千葉県立東金商業高等学校白里校舎に移管。
- 1971年(昭和46年)4月1日 - 千葉県立白里高等学校として独立。
- 2008年(平成20年)4月1日 - 千葉県立山武農業高等学校と統合し千葉県立大網高等学校となる。

## 設置学科
- 普通科
- 生産流通科
- 商業科

## 所在地
- 〒299-3211 千葉県山武郡大網白里町細草新山1398（閉校当時）

## 校章
校訓三ヶ条を槇の葉三枚を組み合わせて現した。

## 文化祭
「槇葉祭」(しんようさい)と名付けられた文化祭が毎年10月上旬に開催された。「槇葉祭」の名は校章に由来する。

## 著名な出身者

### 政界
- 金坂昌典 - 大網白里市長(2013年1月1日 - 現職)